# 巴拉賓斯克
55°21′N 78°21′E / 55.350°N 78.350°E
巴拉賓斯克（俄语：Барабинск）是俄羅斯新西伯利亞州的一座城市，位於州的中西部。2002年人口32,501人。
是巴拉巴草原上最大的城鎮。西伯利亞鐵路經過。